# لی پیرسون
سر دیوید لی پیرسون (انگلیسی: Sir David Lee Pearson CBE) زاده ۴ فوریه ۱۹۷۴ سوارکار بریتانیایی و برنده ۱۴ مدال طلای بازیهای پارا المپیک است.